# Comuna Bobovîșce, Muncaci
Bobovîșce (în ucraineană Бобовище) este o comună în raionul Muncaci, regiunea Transcarpatia, Ucraina, formată din satele Bobovîșce (reședința), Hrîbivți și Ilkivți.

## Demografie
Componența lingvistică a comunei Bobovîșce
     Ucraineană (99,6%)
     Alte limbi (0,36%)
Conform recensământului din 2001, majoritatea populației comunei Bobovîșce era vorbitoare de ucraineană (99,6%), existând în minoritate și vorbitori de alte limbi.